# Túy quyền
Túy quyền (chữ Hán: 醉拳; bính âm: Zuì Quán, tức "quyền say") hay Túy bát tiên quyền là những bài quyền mang đặc trưng riêng mà lối thi triển tượng hình của người say rượu. Túy quyền còn thường được gọi là Túy tửu quyền (tiếng Trung: 醉酒拳; bính âm: zhìjiǔquán, tức "quyền say rượu"). Khi đi quyền chiêu thế bước như người say rượu nên có tên "quyền say". Hình say, ý say từng mượn ở điệu "múa say" của thời cổ đại thì kỹ pháp say đánh này lấy từ các loại quyền "hóa mềm đánh khéo" (nhu hóa xảo đả) hình thành thời Minh, Thanh. Trương Khổng Chiếu trong "Quyền kinh, quyền pháp bị yếu" đã có ghi bài "Túy bát tiên ca". Hiện nay loại quyền này thịnh hành ở các tỉnh Tứ Xuyên, Thiểm Tây, Sơn Đông, Hà Bắc, Bắc Kinh, Thượng Hải và vùng Giang Hoài.

## Yếu tố cơ bản
Bản chất của món võ này là những kỹ thuật di chuyển, tiến thoái bộ pháp có tính điêu luyện, đạt mức chính xác tuyệt vời. Về cơ bản, tưởng chừng những bước di chuyển là loạng choạng, mất thăng bằng, nhưng lại vô cùng diệu kỳ, hóa giải được sự tấn công của địch thủ. Kỹ thuật của đòn tấn công cũng khác nhiều so với chân quyền và nhu quyền. Lực phát ra trong khi xuất đòn cũng mang tính "say". Những cái vờ tay của người say nhưng lại tiềm ẩn nhiều phần nội lực, địch thủ không ngờ. Tổng quan chung nhất trong lối đánh của túy quyền thường tạo cho địch thủ bị vô phương hướng, luống cuống.

## Một số bài quyền
Túy quyền là loại quyền pháp địa thuật, dựa vào đất và địa hình mà đánh, với hình dạng như say mà sừng sững như một ngọn cờ đứng riêng biệt trước gió. Về phong cách thì có ba loại trọng hình, trọng kỹ (thuật) và cả hình lẫn kỹ thuật.
- Đặc điểm là hình say, ý không say, bước say, tâm không say.
  - Hạt nhân là một chữ "say", trông như say mà thật ra giữ thế, lấy giả say để lừa người, dùng sức người đánh trả người, lấy say để ra đòn.
    - Về kỹ pháp có yêu cầu mắt (nhãn pháp), tay chân (thủ cước pháp), bộ (tấn pháp) cùng phối hợp.
    - Về nhãn pháp (mắt) có nhìn, ngắm, coi qua, liếc xéo.
    - Về chỉ pháp thì có: điểm, che, bổ, cắm, lừa, tóm, ngắt, khép (ngón tay).
    - Về thủ pháp thì có áp sát, thúc, ép, dựa.
    - Về thoái pháp (cước pháp) thì có: móc, gác, xoay, cắt, nâng, dậm, bật, quấn. Về phép ngã có ba loại: ngã nửa vời, ngã hẳn và ngã hóa giải nguy hiểm.
    - Phép dùng thì chú trọng mắt sắc tay lanh, hình say ý tỉnh, tùy cơ chọn thế, tránh thực đánh hư, né gạt tiến thân, ngã thúc ra chiêu.

Ca quyết có: "Đảo điên nuốt nhả, nổi chẳng ngã. Ngất ngưởng té thúc lật lăn khéo. Lăn tiến mà cao, lăn ảo diệu. Tùy thế sấp ngửa người khó theo."
Các bài múa lưu hành có Túy bát tiên, Thái Bạch túy tửu, Võ Tòng túy tửu, Yến Thanh túy tửu, Lỗ Trí Thâm túy đả Sơn môn (Lỗ Trí Thâm say đập cổng chùa) bài này còn có khi gọi là Túy đả Trấn Quan Tây (say đánh Trấn Quan Tây)...Hiện nay trên cơ sở của Túy Quyền còn phát triển ra Túy kiếm, túy côn, túy thương, cả đến đánh đôi Túy quyền, Túy hán hí hầu (chàng say đùa khỉ) cũng là bài múa đối luyện. Túy quyền thân, bộ linh hoạt, ngã vồ nguy hiểm, phép đánh khéo, đối với sự mềm dẻo, hợp điệu, linh mẫn và năng lực ứng biến của cơ thể người ta đều có giá trị rèn luyện tương đối cao.

## Một số đặc trưng
Còn gọi là "Túy tửu quyền" (quyền say rượu), "Túy bát tiên quyền" (quyền tám tiên say rượu, theo thần thoại Trung Quốc có tám vị tiên bạn bè là Hán Chung Ly, Trương Quả Lão, Lã Động Tân, Lý Thiết Quải, Hàn Tương Tử, Lam Thái Hòa, Hà Tiên Cô, Tào Quốc Cữu).
Khi đi quyền chiêu thế bước như người say rượu nên có tên "quyền say". Hình say, ý say từng mượn ở điệu "múa say" của thời cổ đại thì kỹ pháp say đánh này lấy từ các loại quyền "hóa mềm đánh khéo" (nhu hóa xảo đả) hình thành thời Minh, Thanh.
Trương Khổng Chiếu trong "Quyền kinh, quyền pháp bị yếu" đã có ghi bài "Túy bát tiên ca". Hiện nay loại quyền này thịnh hành ở các tỉnh Tứ Xuyên, Thiểm Tây, Sơn Đông, Hà Bắc, Bắc Kinh, Thượng Hải và vùng Giang Hoài.
Túy quyền là loại quyền pháp địa thuật, dựa vào đất và địa hình mà đánh, với hình dạng như say mà sừng sững như một ngọn cờ đứng riêng biệt trước gió.
Về phong cách thì có ba loại trọng hình, trọng kỹ (thuật) và cả hình lẫn kỹ thuật.
Đặc điểm là hình say, ý không say, bước say, tâm không say.
Hạt nhân là một chữ "say", trông như say mà thật ra giữ thế, lấy giả say để lừa người, dùng sức người đánh trả người, lấy say để ra đòn.
Về kỹ pháp có yêu cầu mắt (nhãn pháp), tay chân (thủ cước pháp), bộ (tấn pháp) cùng phối hợp.
Về nhãn pháp (mắt) có nhìn, ngắm, coi qua, liếc xéo.
Về chỉ pháp thì có: điểm, che, bổ, cắm, lừa, tóm, ngắt, khép (ngón tay).
Về thủ pháp thì có áp sát, thúc, ép, dựa.
Về thoái pháp (cước pháp) thì có: móc, gác, xoay, cắt, nâng, dậm, bật, quấn. Về phép ngã có ba loại: ngã nửa vời, ngã hẳn và ngã hóa giải nguy hiểm.
Phép dùng thì chú trọng mắt sắc tay lanh, hình say ý tỉnh, tùy cơ chọn thế, tránh thực đánh hư, né gạt tiến thân, ngã thúc ra chiêu.
Ca quyết có: 
"Đảo điên nuốt nhả, nổi chẳng ngã. 
Ngất ngưởng té thúc lật lăn khéo. 
Lăn tiến mà cao, lăn ảo diệu. 
Tùy thế sấp ngửa người khó theo."
Các bài múa lưu hành có Túy bát tiên, Thái Bạch túy tửu, Võ Tòng túy tửu, Yến Thanh túy tửu, Lỗ Trí Thâm túy đả Sơn môn (Lỗ Trí Thâm say đập cổng chùa) bài này còn có khi gọi là Túy đả Trấn Quan Tây (say đánh Trấn Quan Tây)...
Hiện nay trên cơ sở của Túy Quyền còn phát triển ra Túy kiếm, túy côn, túy thương, cả đến đánh đôi Túy quyền, Túy hán hí hầu (chàng say đùa khỉ) cũng là bài múa đối luyện.
Túy quyền thân, bộ linh hoạt, ngã vồ nguy hiểm, phép đánh khéo, đối với sự mềm dẻo, hợp điệu, linh mẫn và năng lực ứng biến của cơ thể người ta đều có giá trị rèn luyện tương đối cao.